# Поло, Роберто

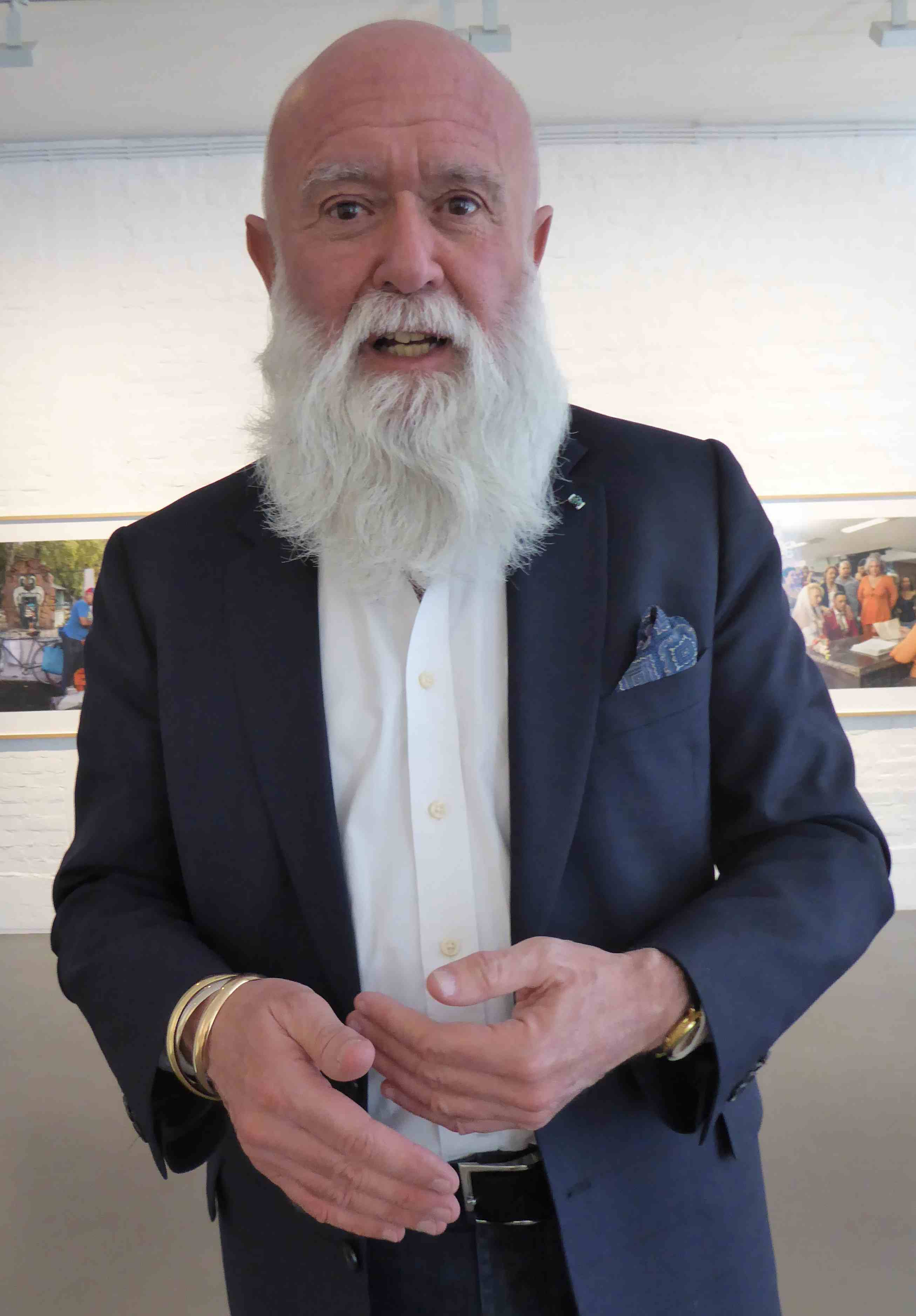
Роберто Поло

Роберто Бернардо Поло Кастро Поло (англ. Roberto Bernardo Polo Castro; род. 20 августа 1951, Гавана, Куба) — кубинский и американский историк} и теоретик искусства, коллекционер, художник}, галерист. Живет и работает в Бельгии.

## Биография
Роберто Поло родился 20 августа 1951 года в Гаване. Его отец Роберто Исаак Поло Педуэлес, вышел из семьи эмигрантов из Испании, которые основали в Гаване инженерно-строительную компанию. Компания работала в нескольких странах Латинской Америки. Родственники Роберто Поло по материнской линии были так или иначе связаны с музыкой. Прадед — испанский композитор Марио Кастро Гонсалез, дед — Марио Кастро Эрнандес, пел в опере, как и мать Мария-Тереза Юлия Кастро Калуш, которая, правда, оставила сцену перед рождением сыновей, старшего Роберто и младшего Марко.
Семья боролась против диктатуры Батисты, но после прихода к власти коммунистов во главе с Фиделем Кастро, вновь оказалась в оппозиции и в 1961 году была вынуждена покинуть Кубу и обосноваться в Майами. Роберто Поло учился на художника и историка искусств в Вашингтоне в The Corcoran School of Art Архивная копия от 15 июля 2016 на Wayback Machine (сейчас она называется The Corcoran College of Art and Design Архивная копия от 15 июля 2016 на Wayback Machine) и очень рано начал там преподавать. В возрасте 24 лет он организовал в Rizzoli Gallery выставку «Мода и фантазия» (Fashion as Fantasy). Среди 54 её участников были, в частности Дэвид Хокни и Энди Уорхол.
В 1967-м и 1969-м состоялись персональные выставки Роберто Поло в престижной Jefferson Place Gallery в Вашингтоне. В этот же период он участвовал в групповых выставках в вашингтонских The Corcoran Gallery of Art, The National Collection of Fine Arts of The Smithsonian Institution (который приобрел его работу), Henri Gallery, а также нью-йоркской Reese Paley Gallery. К художественным работам и кураторским проектам вскоре добавилась деятельность в качестве консультанта на рынке искусства. С 1976 года Поло работал в банке Citibank, открывшем первый в истории отдел инвестиций в искусство. В 1981-м он покинул Citibank, чтобы зарегистрировать свою собственную инвестиционно-консалтинговую компанию Private Asset Management Group Inc. (PAMG Inc.). Она специализировалась на искусстве и драгоценностях. В эти годы он жил в Нью-Йорке и в Париже, занимался инвестициями в искусство, привлекая частных инвесторов. По мнению Эми Пейдж, главного редактора журнала Art & Auction, он «один из десяти человек, которые смогли повлиять на рынок искусства».
Роберто Поло проявил себя как удачливый маршан и тонкий знаток искусства, недаром газета Le Figaro назвала его «глаз». Поло умел разглядеть ценность там, где другие ничего не замечали. Он ввел в моду недооцененные тогда живопись и прикладное искусство Франции, включая Жана Онорe Фрагонара, купил и подарил Лувру его «Поклонение пастухов». Французское правительство в 1987 году сделало его командором Ордена искусств и литературы.
В том же году против него был начат судебный процесс, инициированный его подчиненным в PAMG Inc., что привело к потере состояния и коллекций, длительному следствию и даже тюремному заключению. Из этой истории Роберто Поло вышел в 1995 победителем, полностью доказав свою невиновность, возрожденным, по выражению The New York Times, как «феникс мира искусств». С 2007 года он живет в Брюсселе, а в 2012-м открыл здесь Roberto Polo Gallery, которая специализируется на современном искусстве и классическом авангарде. Сыграл важную роль в собирательстве бельгийского авангарда. Работы из его собрания участвовали в cерьезных ретроспективных выставках европейского авнгарда, включая L’Abstraction Geometrique Belge.
Роберто Поло продолжает свою кураторскую деятельность: на сентябрь 2016 года в двух выставочных залах Брюсселя назначено открытие подготовленной им вместе со знаменитым американским искусствоведом Барбарой Роуз выставки «Живопись после постмодернизма», на которой будет показано 256 картин американских и бельгийских художников.

### Награды и отличия
Роберто Поло — патрон и меценат важнейших мировых музеев, таких как The Metropolitan Museum of Art в Нью-Йорке, Лувра и Музей декоративных искусств в Париже, Королевских музеев искусства и истории в Брюсселе, Музея Виктории и Альберта в Лондоне.
В 1987 году он стал командором Ордена искусств и литературы, высшей награды Франции в области культуры.
В 2011 году в издательстве Francis Lincoln Limited вышла книга «Roberto Polo: The Eye», посвященная его роли в истории искусства и коллекционирования. Aвторы, хранители музеев и профессора университетов, рассказали о найденных им и введенных в художественный оборот более чем 300 шедевров станкового, прикладного и ювелирного искусства.